# Kanton Clerf
Koordinaten: 50° 3′ N, 6° 0′ O

Der Kanton Clerf ist der nördlichste Kanton des Großherzogtums Luxemburg. Er grenzt im Norden und Westen an Belgien, im Osten an das deutsche Land Rheinland-Pfalz und im Süden an die Kantone Wiltz, Diekirch und Vianden.
Er ist der größte der 12 Kantone in Luxemburg.
Bis zur Abschaffung der luxemburgischen Distrikte am 3. Oktober 2015 gehörte der Kanton zum Distrikt Diekirch.

## Verwaltungsgliederung
Der Kanton Clerf umfasst fünf Gemeinden (Einwohnerzahlen vom 1. Januar 2023).
1. Clerf (6021), am 5. Dezember 2011 gebildet aus
  - Clerf,
  - Heinerscheid und
  - Munshausen
2. Parc Hosingen (4036), am 1. Januar 2012 gebildet aus
  - Consthum,
  - Hoscheid und
  - Hosingen
3. Ulflingen (3513)
4. Weiswampach (2313)
5. Wintger (4804)